# Шёффман, Сабин
Сабин Пайер (Шёффман) (нем. Sabine Schöffmann, род. 28 июля 1992 года, Вольфсберг, Австрия) — австрийская сноубордистка, выступающая в слаломных дисциплинах. Призёр чемпионатов мира 2023 и 2025 годов, многократная победительница этапов Кубка мира.

## Спортивные достижения

### Чемпионаты мира
| Чемпионат мира     | Параллельный слалом | Параллельный гигантский слалом | Командный параллельный слалом |
| ------------------ | ------------------- | ------------------------------ | ----------------------------- |
| 2013 Стоунхэм      | 12                  | —                              | н/д                           |
| 2015 Крайшберг     | 14                  | 12                             | н/д                           |
| 2017 Сьерра-Невада | 10                  | 12                             | н/д                           |
| 2019 Парк-Сити     | 7                   | 8                              | н/д                           |
| 2021 Рогла         | 16                  | 10                             | н/д                           |
| 2023 Бакуриани     | 3                   | 8                              | 2                             |

### Юниорские достижения
| Год  | Место проведения  | Возраст | ПСЛ | ПГС | СК |
| ---- | ----------------- | ------- | --- | --- | -- |
| 2008 | ЮЧМ Вальмаленко   | U19     | 8   | 11  | 8  |
| 2009 | ЕЮОФ Щирк         | U18     | •   | 2   | 1  |
| 2009 | ЮЧМ Нагано        | U19     | 3   | 1   | 10 |
| 2010 | ЮЧМ Кардона       | U19     | 1   | 5   | -  |
| 2011 | ЮЧМ Вальмаленко   | U19     | 3   | 10  | -  |
| 2012 | ЮЧМ Сьерра-Невада | U19     | 13  | 4   | -  |